# Šiaulių universitetas
Šiaulių universitetas je vysoká škola v litevském městě Šiauliai, která byla založena v roce 1997.
Univerzita vznikla z pobočky Kauno technologijos universitetas v Šiauliai a Pedagogického institutu Šiauliai. Má celkem 8 fakult a studuje na ní přes 12 tisíc studentů.